# Comté de Fezensac
802–1607
Entités précédentes :
- partie du duché de Gascogne

Entités suivantes :
- domaine royal

Le Fezensac, parfois orthographié Fézensac (en latin Fidentiacus pagus), est un ancien pays de Gascogne entre le Condomois au nord, le Haut-Armagnac à l'est, l'Astarac au sud et l'Eauzan et le Bas-Armagnac à l'ouest. Situé dans le territoire actuel du Gers, sa capitale était Vic-Fezensac.
Érigé en comté en 801/802, il devient héréditaire en 926 quand Garcia II Sanche de Gascogne dit le Courbé, comte de Gascogne le donne à son fils cadet Guillaume de Fezensac. Ce dernier partage en 960 son comté entre ses fils Odon, comte de Fezensac, et Bernard Ier le Louche, comte d'Armagnac. Les deux comtés sont de nouveau réunis en 1140, avec le mariage de Géraud III d'Armagnac et d'Anicelle de Fézensac. 

## Note
1. ↑  Christian Settipani, La noblesse du Midi carolingien: études sur quelques grandes familles d'Aquitaine et du Languedoc du IXe au XIe siècle, Toulousain, Périgord, Limousin, Poitou, Auvergne, Occasional Publications UPR, 2004, 388 pages, pages 81 à 82 (lire en ligne).

## Sources
- « Fezenzac », dans Louis Charles Dezobry et Théodore Bachelet, Dictionnaire de Biographie et d’Histoire, vol. 1, Paris, 1863, p. 1032 [détail de l’édition]